# Harriet la petite espionne
Série
Harriet l'espionne : La Guerre des blogs
(2010)
Pour plus de détails, voir Fiche technique et Distribution.
Harriet la petite espionne (Harriet the Spy) est un film américain réalisé par Bronwen Hughes, sorti en 1996, adapté d'un roman illustré de Louise Fitzhugh portant le même titre.

## Synopsis
Harriet est une collégienne de onze ans ainsi qu'une espionne, activité connue seulement de Catherine "Ole Golly", sa nounou. Tout va bien pour elle jusqu'au jour où sa nounou est renvoyée et qu'elle-même se fait voler son carnet secret par Marion Hawthorne, ce qui tourne ses camarades de classe contre elle. 

## Fiche technique
- Titre original : Harriet the Spy
- Titre québécois : Harriet l'espionne
- Réalisation : Bronwen Hughes
- Scénario : Douglas Petrie et Theresa Rebeck, d'après le roman de Louise Fitzhugh
- Photographie : Francis Kenny
- Montage : Debra Chiate
- Musique : Jamshied Sharifi
- Sociétés de production : Paramount Pictures, Nickelodeon Movies et Rastar
- Budget : 12 000 000 $[1]
- Pays d'origine :  États-Unis
- Langue originale : anglais
- Format : couleur - 1.85 : 1 - Dolby Digital
- Genre : Comédie et espionnage
- Durée : 100 minutes
- Dates de sortie : 
  -  États-Unis : 10 juillet 1996
  -  France : 9 juillet 1997

## Distribution
- Michelle Trachtenberg (VF : Morgane Flahaut) : Harriet M. Welsch
- Rosie O'Donnell (VF : Denise Metmer) : Catherine "Ole Golly"
- Gregory Smith (VF : Cyprien Dandré) : Simon "Sport" Rocque
- Vanessa Lee Chester (VF : Solène Davan-Soulas) : Janie Gibbs
- J. Smith-Cameron (VF : Françoise Dorner) : Mme Welsch
- Robert Joy (VF : Guillaume Orsat) : Ben Welsch
- Eartha Kitt (VF : Maria Tamar) : Agatha Plummer
- Charlotte Sullivan (VF : Mélanie Laurent) : Marion Hawthorne
- Don Francks : Harrison Withers
- Eugene Lipinski : George Waldenstein

Source et légende : VF = Version Française sur Nouveau Forum Doublage Francophone

## Accueil
Le film a rapporté 26 570 000 $ en Amérique du Nord.
Il recueille 48 % de critiques favorables, avec une note moyenne de 5,2/10 et sur la base de 31 critiques collectées, sur le site Rotten Tomatoes.
Lors des Young Artist Awards 1997, Michelle Trachtenberg a remporté le prix de la meilleure jeune actrice et Vanessa Lee Chester celui de la meilleure jeune actrice dans un second rôle.